# Looney Tunes: Zpět v akci
Looney Tunes: Zpět v akci (angl. Looney Tunes: Back in Action) je americká komedie a parodie z roku 2003. Paroduje především filmy z dílny Looney Tunes, ale také o Jamesi Bondovi, Indianu Jonesovi, Batmanovi; dále také Hledá se Nemo, Vetřelec, Psycho.
Režie se chopil Joe Dante.

## Děj filmu
Duffy Duck není spokojený se svojí rolí ve scénách s Bugsem Bunnym a požaduje lepší roli. Bratři Warnerové, vedoucí studia, se jej na radu vicepresidentky studia Kate (Jenna Elfman) rozhodnou propustit. Vyvést jej má DJ Drake (Brendan Fraser), ale Duffy mu uteče, při honičce nastartuje Batmobil a ten shodí nádrž s vodou na vůz s Kate a Bugsem. DJ dostane padáka a následně se doma dozví, že jeho otec Damien Drake (Timothy Dalton), tajný agent, byl při honičce za diamantem Modrá opice unesen. Proto se spolu s Duffym, kterého se pokouší neúspěšně zbavit, vydává do Las Vegas, aby se zde setkal s Dustin Tails (Heather Locklear), která mu má dát další informace. Bez Duffyho se však filmům Looney Tunes nedaří a Kate tak dostane za úkol jej přivést zpět. Bugs se dozví o Duffyho cestě do Las Vegas a přesvědčí Kate, aby se vydali za ním. Naneštěstí se o tom dozví také šéf ACME Chairman (Steve Martin), který chce diamantem, jenž mění lidi v opice, jen pro sebe.